# 鎌田政清

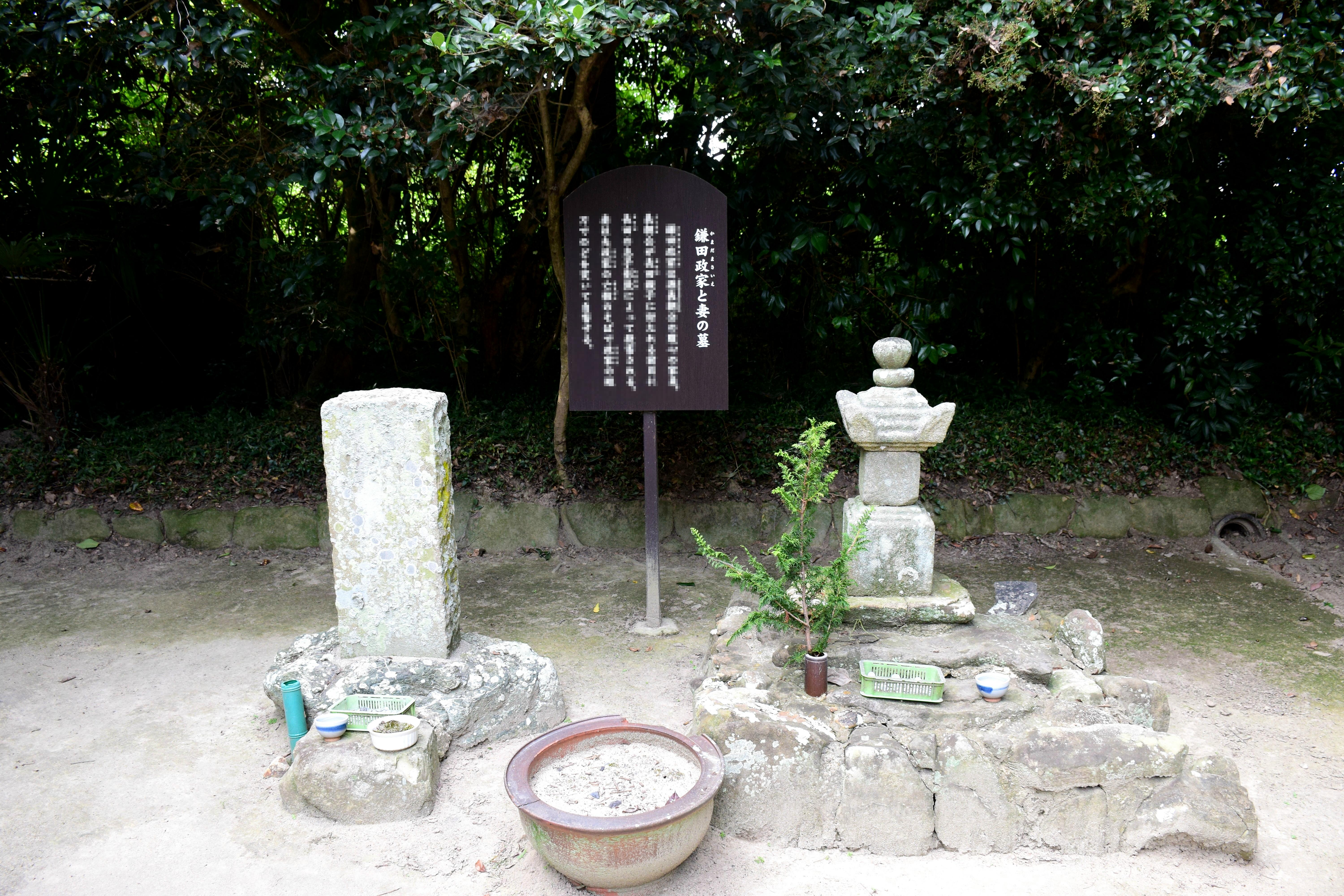
野間大坊にある政清（政家）夫妻の墓

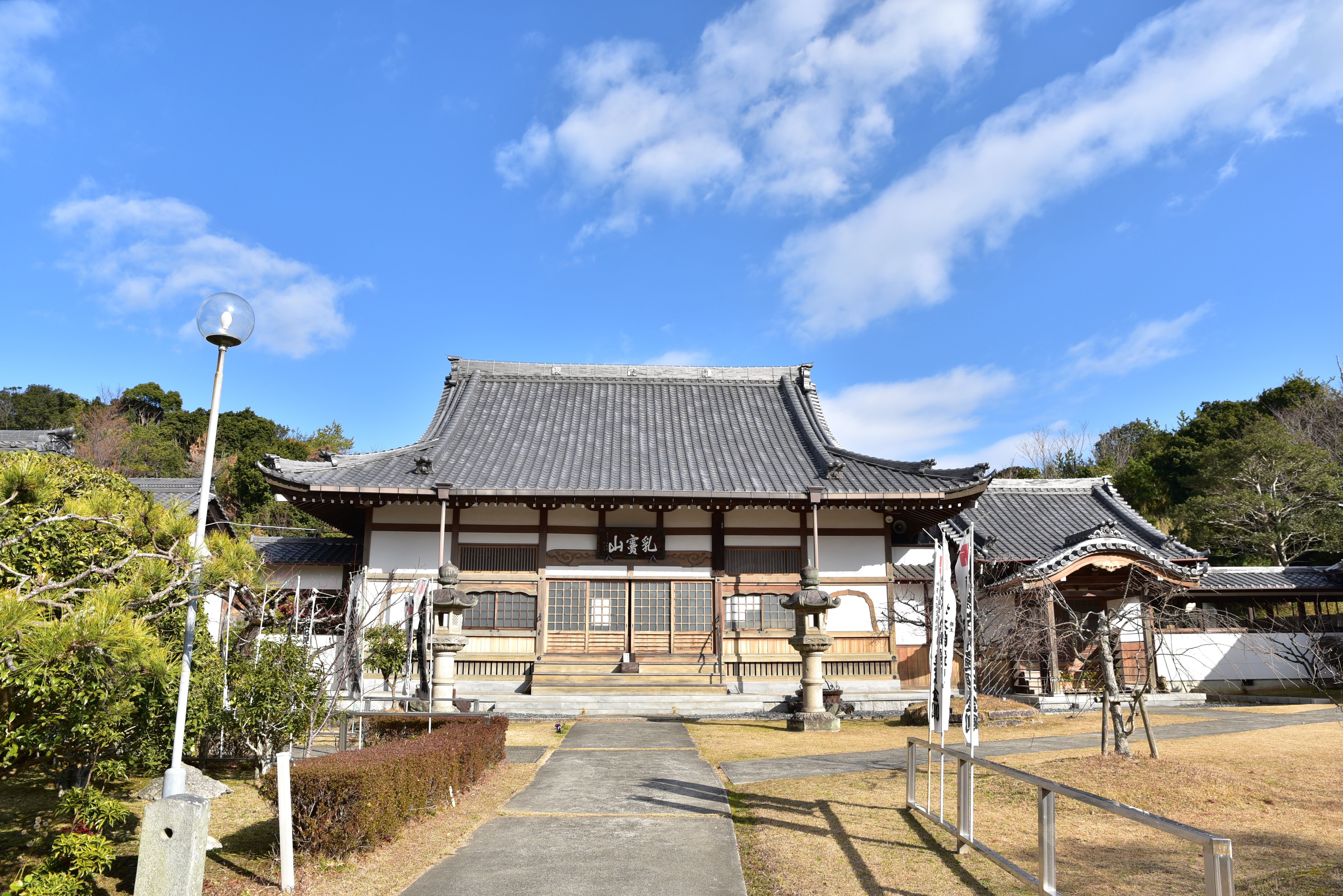
報恩寺は政清の母が政清の菩提を弔うため建立した寺

鎌田 政清（かまた まさきよ）は、平安時代末期の武将。名は正清、正家、政家とも。藤原秀郷流首藤氏の一族で、相模国の住人鎌田権守通清の子。
源義朝の第一の郎党。政清の母が義朝の乳母であり、義朝と同い年だったため乳兄弟として最も信頼された。

## 生涯
保元元年（1156年）7月の保元の乱で義朝に従って従軍し、源為朝に挑むがとても敵わぬと見て退いている。
平治元年（1159年）12月の平治の乱では、内裏占拠後の藤原信頼主導の除目で左兵衛尉に任じられる。待賢門の戦いでは義朝の長男・義平と共に平清盛の長男・重盛と戦い活躍する。六条河原の戦いで源氏が敗れ、義朝が討死しようとするのを引き止めて、義朝の子や大叔父の源義隆、従兄弟の源重成と共に東国を目指して落ちた。
途中、近江国の落武者への捜索の苦難に遭いながら、義朝主従は政清の舅である尾張国野間内海荘の領主・長田忠致の館にたどり着く。だが忠致の裏切りにあい、義朝は風呂場で殺害され、政清は酒を飲まされて騙し討ちに遭い、忠致の子・景致の手にかかって殺された（『平治物語』）。享年38。『愚管抄』によると、罠を察知した義朝は政清に自らの殺害を命じたという。
文治元年（1185年）9月3日、政清の首は義朝の遺児・頼朝によって、義朝の遺骨と共に鎌倉の勝長寿院に葬られた。建久5年（1194年）10月25日、政清の娘が勝長寿院で父・政清と義朝の追善供養を行っている。頼朝は政清の忠義に報いるため遺児を探したが、男子がいなかったため、この娘に尾張国篠木庄（春日井市の北東部から小牧市の東部）、丹波国田名部庄（舞鶴市北田辺・南田辺）の地頭職を与えている（『吾妻鏡』、ただし吾妻鏡の丹波は丹後の誤記）。
政清夫妻の墓は、主君・義朝と同じ愛知県美浜町の野間大坊の境内に現存する。

## 関連作品
テレビドラマ
- 『新・平家物語』（1972年、NHK大河ドラマ、演：成田次穂）
- 『平清盛』（2012年、NHK大河ドラマ、演：趙珉和）